# Мечеть Абу Муслима
Мечеть Абу Муслима (азерб. Abu Müslim məscidi) — мечеть в селении Крыз Губинского района Азербайджана (в настоящее время разрушена). На стене мечети имеется камень с датой «١٣١» — «131», что соответствует примерно 749 году по григорианскому календарю.
В 2017 году министерство культуры и туризма Азербайджанской Республики включило мечеть в список исторических и культурных памятников, но при этом отказавшись от реставрации, сославшись на нехватку средств.

## Фотогалерея
- Мечеть Абу Муслима
- Арабские надписи на стене мечети
- Арабские Надписи на стене мечети
- Религиозная надпись на арабском языке, высеченная на скале
- Памятники